# Tuchonín
Tuchonín (německy Touchoninberg) je vrchol v České republice ležící v Křivoklátské vrchovině, v katastru obce Malé Kyšice. S výškou 488 metrů nad mořem představuje nejvyšší bod okresu Kladno.

## Geomorfologie
Tuchonín se nachází v geomorfologickém celku Křivoklátská vrchovina, podcelku Lánská pahorkatina (je jejím nejvyšším vrcholem), okrsku Loděnická pahorkatina a podokrsku Bezděkovská pahorkatina.

## Poloha
Tuchonín se nachází asi šest kilometrů jihozápadně od Unhoště, asi deset kilometrů jižně od Kladna a asi devět kilometrů severně od Berouna. Vrcholová partie vystupuje jako jasně vymezená kupa v rámci rozlehlé náhorní plošiny ohraničené hlouběji zaříznutými údolími. Z náhorní plošiny vystupuje i několik dalších vrcholů, např. nedaleký severovýchodně umístěný Vysoký vrch s rozhlednou.

## Vodstvo
Vrch Tuchonín se nachází na rozvodí Berounky a jejího levého přítoku Loděnice. Jejich přítoky odvodňují okolí vrchu.

## Vegetace
Vrcholová kupa i okolní náhorní plošina je porostlá souvislým smíšeným lesem. Tuchonín se nachází na východním okraji chráněné krajinné oblasti Křivoklátsko.

## Stavby a komunikace
V prostoru vrcholové kupy a v jejím blízkém okolí se žádné významné stavby nenacházejí. Samotný vrchol není obsloužen žádnou cestou, pod úpatí kupy vedou nekvalitní lesní cesty, z nichž jedna jí spojuje se silnicí Chyňava–Běleč, která prochází asi 600 metrů jihozápadně od vrcholu. Turistické trasy procházejí v ještě větší vzdálenosti.